# Wismut

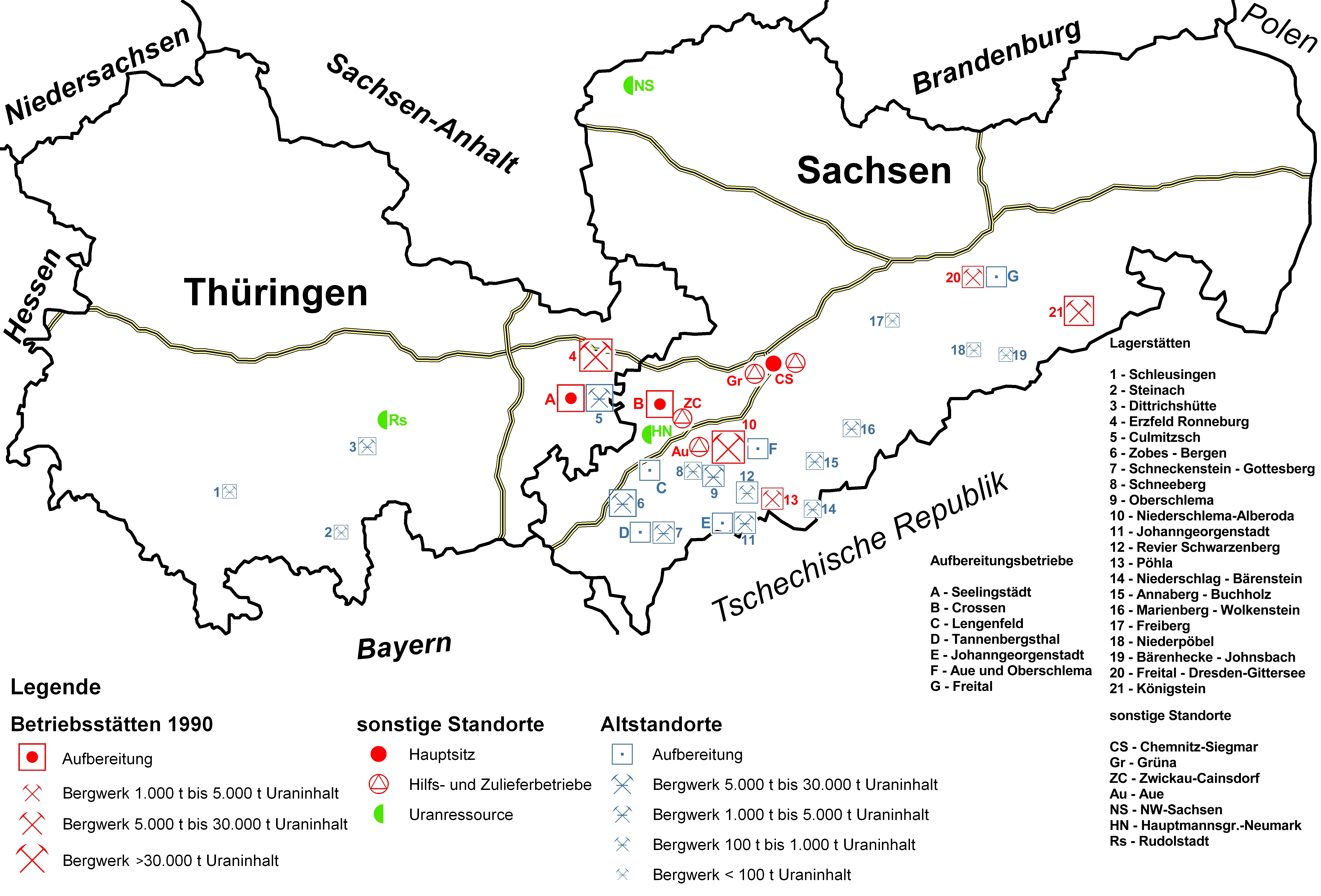
Mapa obszaru działalności firmy Wismut

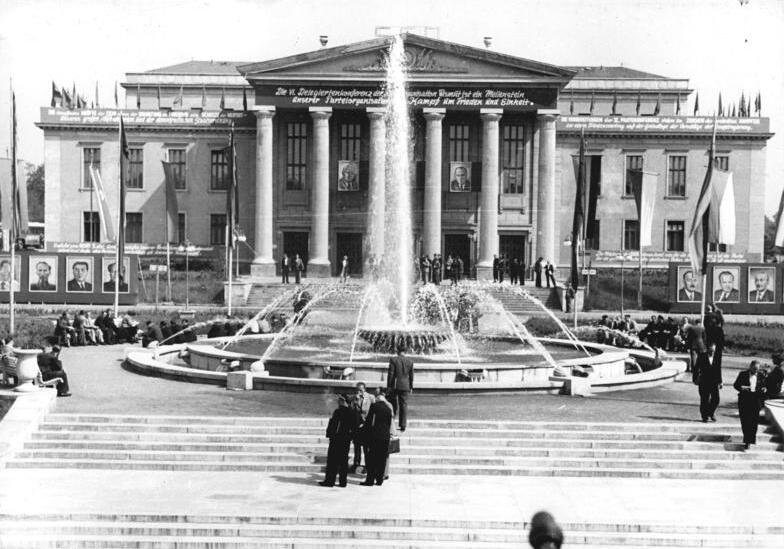
Wybudowany w 1951 Centralny Dom Kultury Pracowników Wismut w Chemnitz

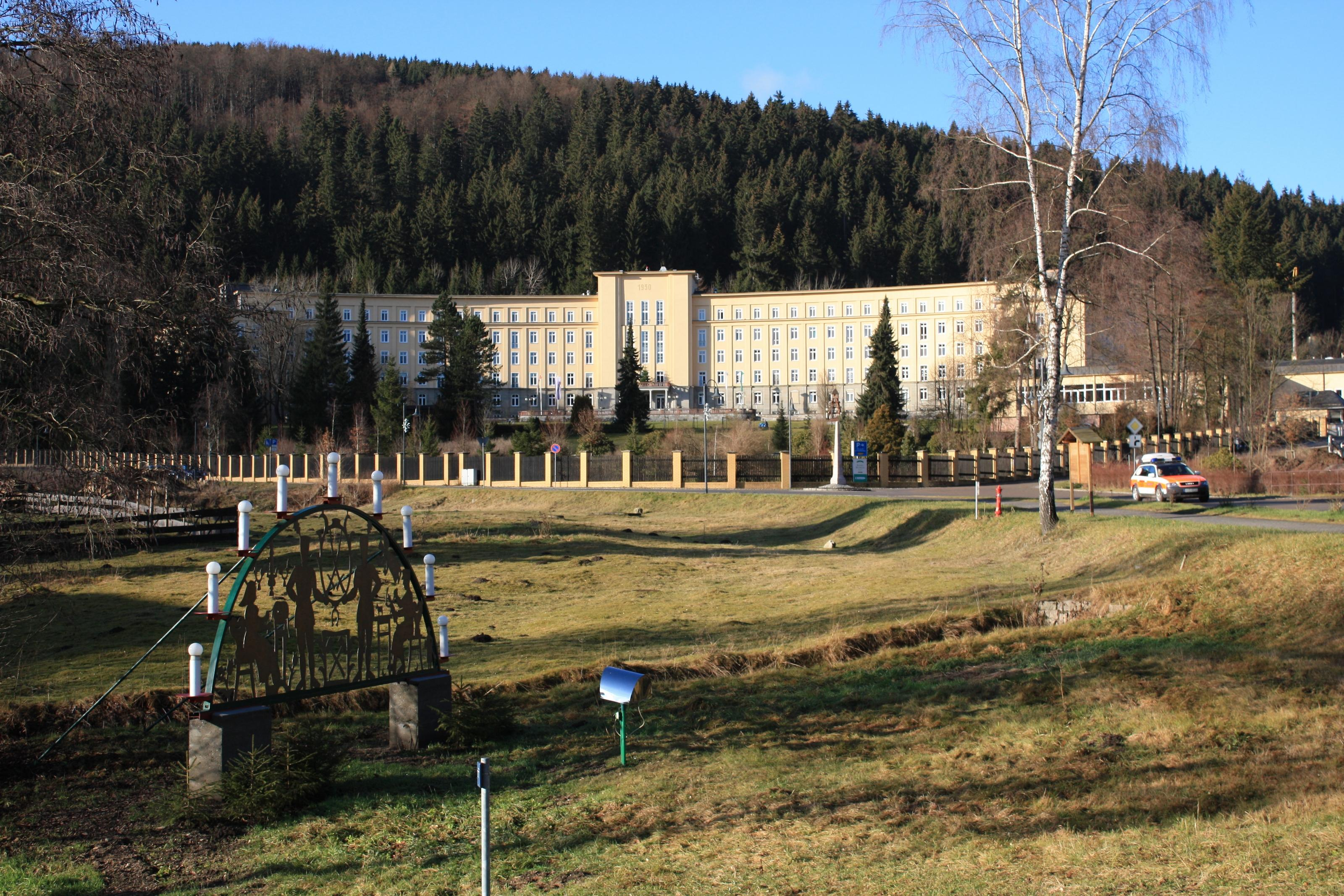
Szpital na 1000 miejsc wybudowany dla pracowników firmy Wismut w Erlabrunn

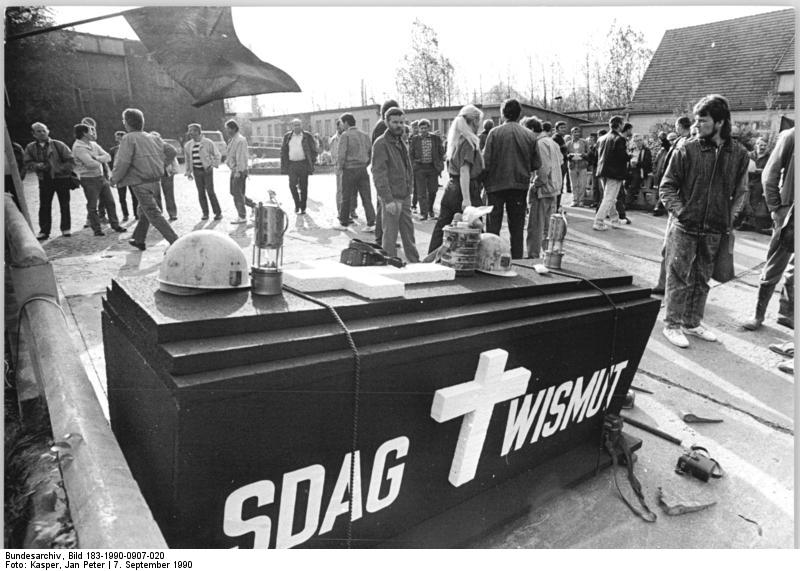
Protest przeciwko zamknięciu działalności górniczej w firmie Wismut w Schmirchau (1990)

Wismut – przedsiębiorstwo zajmujące się górnictwem rud uranu w NRD, od 1991 nieeksploatujące, obecnie pod nazwą Wismut GmbH, zajmujące się jedynie rekultywacją infrastruktury.

## Historia
Przedsiębiorstwo powstało na bazie powstałego w 1946 Saksońskiego Zarządu Kopalń Ministerstwa Spraw Wewnętrznych ZSRR (Саксонское горное управление, Sächsische Bergbauverwaltung des Ministeriums des Innern der UdSSR), które przekształcono w radzieckie Państwowe Towarzystwo Akcyjne „Wismut” (Советское государственное акционерное общество цветной металлургии Висмут, Staatliche Aktiengesellschaft der Buntmetallindustrie Wismut), w skrócie Wismut AG (1947–1953), następnie w Radziecko-Niemieckie Towarzystwo Akcyjne „Wismut” (Советско-германское акционерное общество Висмут, Sowjetisch-Deutsche Aktiengesellschaft Wismut), w skrócie SDAG Wismut/СГАО Висмут (1954–1991).
Wismut odegrał szczególną rolę w NRD; przedsiębiorstwo było eksterytorialne, w początkowym okresie nawet tajne, m.in. określane jako państwo w państwie NRD, dysponowało numerem wojskowej poczty polowej Armii Radzieckiej nr 27304 (военная полевая почта № 27304), własną siecią telefoniczną, samochodowymi tablicami rejestracyjnymi, specjalną prokuraturą, własną organizację partyjną w randze kierownictwa powiatowego SED. Zajmowany przez nie obszar był strefą zamkniętą i zajmował np. 40% powierzchni ówczesnej Saksonii. Pierwszym jej naczelnikiem (Saksońskiego Zarządu Kopalń), a następnie dyrektorem generalnym Wismut AG, był gen. mjr. NKWD Michaił Malcew (Михаил Митрофанович Мальцев) (1946-1951), wcześniej m.in. komendant zespołu obozów w Workucie Workutłag. Jego przełożonym był gen. płk. Iwan Sierow, zastępca dowódcy Grupy Okupacyjnych Wojsk Radzieckich w Niemczech. Malcew utrzymywał dyscyplinę, której celem było uzyskania rudy uranu za wszelką cenę, m.in. pozbawiając pracowników gorących potraw (zarządzenie nr 14 z 27 stycznia 1947), zaś najbardziej minimum 72 nieprawomyślnych, którym postawiono zarzuty szpiegostwa, aresztowano i wywieziono do ZSRR, gdzie ich rozstrzelano. Jednocześnie wprowadzał też (zarządzeniem nr 115 z 3 czerwca 1947) dodatkowe przydziały wyróżniającym się pracownikom, tzw. paczki Stalina, składające się m.in. z wyrobów tytoniowych i ½-1 l wódki miesięczne. Nad bezpieczeństwem czuwały 2 pułki piechoty – 157 i 12 Głównego Zarządu Ochrony Wewnętrznej i Konwoju MSW ZSRR (Главное управление внутренней и конвойной охраны (ГУВКО) Министерства внутренних дел СССР), od 1954 komórki Stasi, m.in. w randze IX Wydziału Zarządu Okręgowego Stasi w Karl-Marx-Stadt, oraz patrole Straży Granicznej. Transporty rudy do Brześcia zabezpieczały pododdziały 105 Ryżskiego Wydzielonego Pułku Specjalnego KGB ZSRR (105-го Рижского Отдельного Пограничного Полка Специального Назначения КГБ СССР).
Organizacyjnie przedsiębiorstwo było konglomeratem kilkudziesięciu jednostek organizacyjnych różnej wielkości – wydobycia uranu (kopalń, samodzielnych szybów w terenie), przerobu rudy, poszukiwań geologicznych, transportu, budownictwa, warsztatów, biura projektów, instytutu górnictwa, kilku szkół, służby zdrowia, usług pracowniczych (stołówek, administracji mieszkań, wczasów), oraz handlu detalicznego dla pracowników (od 1951 organizacji HO Wismut), rozmieszczonych na obszarze kilkudziesięciu km, w Saksonii i Turyngii. Np. w 1989 przedsiębiorstwo zatrudniało około 65 555 pracowników, w 1990 52 966 osób. W 1990 Wizmut był trzecim co do wielkości producentem uranu na świecie. Firma utrzymuje Muzeum Górnictwa Uranu (Museum Uranbergbau) w Bad Schlema pod Aue.

## Dyrektorzy generalni
- 1947-1951 – gen. Michaił Malcew (Михаил Митрофанович Мальцев) (1904-1982)
- 1951-1957 – Walentin Bogatow (Валентин Никанорович Богатов) (1909-1980)
- 1957-1961 – płk. Wasilij Sobko (Василий Алексеевич Собко) (1911-2004)
- 1961-1986 – Siemion Wołoszczuk (Семён Николаевич Волощук) (1911-2004)

## Siedziba
Pierwsza siedziba zarządu mieściła się w Aue przy Niederschlemaer Weg 49 (-1948), następnie w Chemnitz-Siegmar w budynku d. Ratusza przy Rathausstraße 5 (1948-1952) a później w nowo wybudowanym budynku przy Jagdschänkenstraße 29 (1952-do dzisiaj).